# Nathan (maison d'édition)
Pour les articles homonymes, voir Nathan.
 (août 2021).
Nathan, est une maison d'édition française spécialisée dans la publication de manuels scolaires et de livres pour la jeunesse, fondée en 1881, et appartenant actuellement au groupe Editis.

## Historique

### Les débuts (1881-1914)
Fernand Cahen, dit « Nathan » (1858-1947) est issu d'une famille juive républicaine. Il est le fils de Charles Cahen, dit Nathan, marchand de chevaux. Sa mère Laure Lipmann était issue d'une famille aisée, descendant au début du XVIIIe siècle de Raphaël Lipmann qui était banquier en Alsace, fournisseur de la cour seigneuriale du comte de Hanau-Lichtenberg à Bouxwiller. 
Employé depuis 1875 à Paris chez Charles Delagrave, un éditeur d'ouvrages scolaires, Fernand Nathan crée en juin 1881,, à l'âge de 23 ans, grâce à de l'argent que lui avancent ses parents, et en association avec Jean-Baptiste Fauvé (1834-1893), la Librairie classique Nicolas Fauvé et Fernand Nathan, au 16, rue de Condé, dans le 6e arrondissement. Le développement de son activité d'édition va de pair avec la promulgation des lois scolaires dites de « Jules Ferry » (1881-1882) qui représente le progrès des valeurs démocratiques de l'époque, puis un peu plus tard de la laïcisation de l'enseignement scolaire consécutif à la loi Combe et à l'éviction des congrégations enseignantes catholiques. 
La Librairie Fauvé & Nathan se spécialise d'emblée dans la production d'ouvrages au format in-12° destinés à l'enseignement des classes primaires et de matériels éducatifs pour les plus jeunes enfants, comme Zigzag à travers les choses usuelles. Livre de lecture courante à l'usage des classes des lycées et collèges, de G. Renard et P. Martine, 1882, Histoire de France des origines jusqu'à nos jours, Ire, IIe, et IIIe année, 1881-1884, 3 volumes, ou Notions élémentaires d'anatomie et de physiologie corps humain appliquées à l'étude de la gymnastique, à l'usage des aspirants et aspirantes au certificats pour l'enseignement de la gymnastique et au brevet de premier ordre par M. le Dr Georges Van Getder, médecin inspecteur des écoles de la ville de Paris, avec de nombreuses gravures, Paris, 1882. Il conçoit aussi des ouvrages destinés à former les nouveaux jeunes enseignants de l'époque ainsi que des livres de lecture pour continuer, à la maison les cours dispensés en classe. 
Les premiers succès d'édition sont le Cours d'instruction morale et civique. L'homme - Le citoyen. À l'usage de l'enseignement primaire (1881) du député républicain et pasteur protestant Jules Steeg, ainsi que le Cours de pédagogie,  (1881) la Histoire de la pédagogie, rédigée conformément aux programmes officiels des Écoles normales primaires et de l'examen pour le certificat d'aptitude aux fonctions d'inspecteur primaire (1883) de P. Vincent seront les tout premiers succès de la maison dont il y aura 10 éditions en l'espace de trois ans. 
Il édite aussi des revues pédagogiques, comme La Vie enfantine, dont le premier numéro sort en juin 1904. Par la suite, de nombreux livres destinés à aiguiller de façon pratique le plus de personnes possible seront publiés par Fernand Nathan : guide pour les femmes (La Femme nouvelle) avec des conseils juridiques et pratiques, guide sur la correspondance des employés de mairie, etc.  
En mai 1912, la maison d'édition déménage pour s'installer au 16, rue des Fossés-Saint-Jacques. En 1916, elle s'implante au 9, rue Méchain, dans le 14e arrondissement mais durant la guerre, ralentit sa production.
En 1913, est lancée la collection Contes et légendes, toujours éditée à ce jour[Quand ?].

### Deuxième époque (1918-1939)
De la fin de la Première Guerre mondiale jusqu'à l'année 1939, la société connaît une très forte expansion sous la conduite de Pierre Nathan, le fils de Fernand, né en 1892. En mai 1927, la maison se constitue en SARL entre le fondateur, Fernand et son fils Pierre.  
Pierre va favoriser le développement des collections pour la jeunesse et les revues pédagogiques mais aussi lancer les jeux éducatifs Nathan. Il promeut alors dans les établissements scolaires le concept d'« apprendre en s'amusant ». De plus, Pierre Nathan encourage l'introduction des couleurs dans les livres jeunesse, persuadé que l'image complète indispensablement le texte. La maison Nathan s'impose alors comme une référence majeure dans l'univers de l'édition. 
En juillet 1934, le siège déménage au 18 rue Monsieur-le-Prince.

### Sous l'Occupation
La Seconde Guerre mondiale est une période difficile qui aurait pu provoquer la disparition de l'entreprise : les autorités allemandes, avec la complicité du gouvernement de Vichy, et dans le cadre de l'aryanisation, imposent plusieurs administrateurs. C'est d'abord Raymond Durand-Auzias, qui est nommé administrateur provisoire dès décembre 1940. Le 3 mars 1941, Daniel Imhaus est nommé gérant à la place de Fernand et de son fils, qui démissionnent. La maison prend le nom d'« Ancienne Librairie Fernand Nathan et Cie » ; dans la foulée, Edmond Pistre-Caraguel est nommé commissaire-gérant. Mais le 24 mars, sous la pression allemande, la société devient la propriété « d'un groupe de personnes françaises et aryennes appartenant au monde du Livre » avec Pistre-Caraguel aux commandes. André Gillon des Éditions Larousse mène un groupe d'éditeurs parisiens qui va administrer et reprendre les éditions durant cette période. L'entreprise est restituée à Fernand Nathan, à son fils, et à Raymond Basch, en décembre 1944, cinq mois après la Libération de Paris. 

### Une direction familiale (1944-1987)
Après le décès de Fernand Nathan le 1er mars 1947, les Éditions Nathan relancent peu à peu et non sans succès une politique active de développement et de grande diversification. La maison lance notamment en 1950 une collection de livres de vacances qui sera élargie, durant les années 1960, par des outils parascolaires tels que les ABC du bac ou encore les ABC du BEPC. À cette époque, se développe également la collection Nathan-Université qui sera présente dans l'enseignement supérieur des sciences humaines, de la gestion et des lettres. Les héritiers agrandiront la gamme avec de beaux livres et des encyclopédies vendues à moindre prix, ce qui facilitera leur succès. Parallèlement, les livres jeunesse prennent leur essor : des collections anciennes telles que « Contes et Légendes » sont développées, de nouvelles séries sont créés ainsi que des albums pour les plus petits.  
Raymond Basch, l'un des gérants et directeur, meurt le 25 mai 1956.
La maison d'édition exporte aussi ses articles dans les anciennes colonies françaises ainsi que dans d'autres pays francophones. Elle crée notamment des collections telles que Nathan Madagascar et Nathan Afrique. Nathan est aussi la première maison d'édition à aller en Polynésie après avoir affirmé sa présence en Nouvelle-Calédonie ainsi qu'aux Antilles.
Le 7 février 1979, Pierre Nathan meurt et transmet la direction-générale à son fils, Jean-Jacques.

### Années 1980-1990

Ancien logo de Nathan.

Le 26 novembre 1979, les héritiers Nathan acceptent une prise de participation du groupe CEP Communication, filiale du groupe Havas à hauteur de 40 %, une part de 27 % est prise par Idécommunication et 10 % par la Banque privée de gestion financière. La famille Nathan ne possède plus que 23 %.
La maison cesse d'être une entreprise à caractère familial et indépendante, bien que Jean-Jacques Nathan, petit-fils du fondateur, demeure le véritable patron jusqu'en janvier 1987, date à laquelle il transmet la direction à Bertrand Eveno. Cette passation va favoriser le développement d'ouvrages en collaboration avec Larousse (une autre filiale de la CEP). La participation de CEP monte à près de 100 % en mai 1987 ; Jean-Jacques Nathan meurt en août suivant.
En 1990, « Les Entretiens Nathan », débats annuels entre des enseignants et des chercheurs, sont initiés par la maison. Conjointement, la section jeunesse se développe avec des collections tels que « Lune », « T'choupi », « Kididoc », « Mega » et « Nathanscope ».
En mai 1992, Hervé de La Martinière quitte Nathan et crée sa propre maison sous son nom.

### Depuis les années 2000
Après avoir fait partie du groupe Havas (via CEP Communication), Nathan, ainsi que Bordas, Plon, Perrin, Julliard, La Découverte, 10/18, Fleuve noir, sont intégrés à la branche édition de Vivendi (Vivendi Universal Publishing). 
Vivendi vend les jeux Nathan à Ravensburger, puis cède Vivendi Universal Publishing en 2004 au fonds d'investissement familial Wendel qui, en mai 2008, cède de nouveau cet ensemble (devenu Editis) au groupe espagnol Planeta.
À l'occasion de la création d'Editis, Lagardère reprend une partie de l'ancienne division Publishing du groupe Vivendi Universal, c'est le cas de plusieurs éditeurs (Larousse, Dalloz, Dunod, Armand Colin...) mais aussi du fonds universitaire de Nathan. La marque Nathan Université est arrêtée et Armand Colin récupère plusieurs des collections anciennement publiées par Nathan Université au cours de l'année 2004 (128, fac. ou Lettres sup. par exemple),. Dans les années 2000, De nouvelles collections parascolaires voient le jour comme "L'énigme des vacances", les "Carrés classiques" ou "Je comprends tout".
Le siège social de Nathan est aujourd'hui situé 92, avenue de France, dans le 13e arrondissement de Paris.
Depuis le 6 octobre 2000, Catherine Lucet est la présidente de Nathan. Delphine Dourlet et Marie-Hélène Tournadre dirigent Nathan scolaire, et Marianne Durand est la directrice générale de Nathan jeunesse.
Le 23 mai 2022, Nathan annonce se lancer dans la bande dessinée avec leur nouveau catalogue BD : Nathan bande dessinée, dont les premiers albums paraissent le 25 août.

## Politique éditoriale

### Édition scolaire
Cette section est promotionnelle ou publicitaire (février 2023). Considérez son contenu avec précaution et/ou discutez-en.
Nathan poursuit une politique éditoriale axée sur l'innovation. Après avoir expérimenté le « cartable électronique » dès 2000, il a développé de très nombreux sites internet, dont des sites contributifs mis à disposition des enseignants. Afin de souligner sa politique éditoriale axée sur patrimoine éducatif français, Nathan adopte en octobre 2003 une nouvelle identité visuelle en se basant sur une approche sémiologique : le logo comporte un rectangle dans lequel s'inscrit la « trace », gribouillage de plus en plus net précédant le nom de la marque. Il est une métaphore de l'apprentissage et de l'éducation : du brouillon au savoir, du contenu brut à l'édition.[source insuffisante]
En 2006, Nathan a édité le premier Manuel d'histoire commun franco-allemand avec l'éditeur allemand Ernst Klett, au contenu identique pour les lycéens de France et d'Allemagne et disponible dans les deux langues.
Nathan, toujours très soucieux de mettre la technique au service de la pédagogie a développé très tôt des manuels numériques qui inaugurent de nouvelles pratiques de classe. Hier simples manuels vidéo-projetables, les manuels numériques sont aujourd'hui des ressources enrichies de nombreux documents animés (vidéos, cartes, bandes son) sur lesquels interagissent les enseignants et les élèves. Un enseignant peut modifier son manuel, l'enrichir de documents adaptés plus précisément à sa classe. Dès 2013, Nathan lance une offre de manuels numériques multi-supports pour les élèves. Désormais ceux-ci peuvent retrouver leurs manuels sur ordinateur ou sur tablette[réf. nécessaire]. 
En 2014 Nathan participe à la construction de ViaScola, une plateforme pédagogique numérique mise à disposition des enseignants pour rendre la classe interactive. Associée à une bibliothèque de ressources, ViaScola permet à l'enseignant de s'adresser à chacun de ses élèves pour l'accompagner dans sa progression.  

#### Controverses
Le partenariat conclu en 2016 entre Nathan et le Groupement national interprofessionnel des semences et plants suscite une controverse.  
En septembre 2017, un exercice de mathématiques de la collection « hyperbole », proposant de calculer l'évolution d'une population en prenant l'exemple de migrants fuyant la guerre et arrivant sur une île méditerranéenne entraîne également de vives réactions,.

### Littérature jeunesse
Nathan est présent aussi dans le domaine de la littérature jeunesse, avec un catalogue où se retrouvent les collections historiques des « Contes et légendes », T'choupi et des séries culte comme Divergente. Nathan a connu un immense succès avec le livre de John Green Nos étoiles contraires. Nathan jeunesse a été le premier éditeur à intégrer la réalité augmentée dans ses ouvrages documentaires (Dokéo).
En 2020 est créée la collection « Court toujours », pour des romans jeunesse très brefs, et qui publie Florence Hinckel ou Gaël Aymon.

## Maisons d'édition liées
- CLE International, édition de manuels de français langue étrangère
- Le Robert, éditeur d'ouvrages de références
- Bordas
- Retz
- Syros, éditeur jeunesse
- Rouge et Or
- MDI

### Collection « Contes et Légendes »

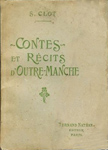
Un volume publié en 1914 de Suzanne Clot.

## Auteurs publiés
- Sophie Adriansen
- Thierry Courtin
- Pascal Garnier
- John Green
- Gudule
- Florence Hinckel
- Astrid Lindgren
- Susie Morgenstern
- Laura Orvieto
- Éric Sanvoisin
- Marie Sellier
- Jean-Pierre Thiollet
- Vincent Villeminot

## Collections

### Anciennes collections
- Collection « Les Grands musiciens racontés aux enfants »
- Collection « Aventures et voyages »
- Collection « Œuvres célèbres pour la jeunesse »
- Collection « Isabelle »
- Collection « Grand A »
- Collection « Lecture Aventures »